# ماثيو هام
ماثيو هام (بالإنجليزية: Matthew Ham)‏ (25 يوليو 1983 في أستراليا - ) هو لاعب كرة قدم أسترالي في مركز حراسة المرمى. لعب مع إيسترن سوبيربز ونادي بريزبان رور وNorthern Fury FC ‏ وWynnum Wolves FC ‏ وOlympic FC ‏ وRedlands United FC ‏.

## وصلات خارجية
- ماثيو هام على موقع قاعدة بيانات كرة القدم.إي يو (الإنجليزية)